# Ha Szokcsu
Ha Szokcsu (hangul: 하석주, handzsa: 河 錫舟, RR: Ha Seok-ju; Hamjang, 1968. február 20. –) dél-koreai válogatott labdarúgó, edző.

## Pályafutása

### Klubcsapatban
1990 és 1997 között a Daewoo Royals csapatában játszott. 1998-ban a japán Cerezo Oszaka, majd 1998 és 2000 között a Vissel Kobe  játékosa volt. 2001 és 2003 között a Phohang Steelersben szerepelt.

### A válogatottban
1991 és 2001 között 94 alkalommal játszott a dél-koreai válogatottban és 23 gólt szerzett. Részt vett az 1994-es és az 1998-as világbajnokságon, az 1996. évi nyári olimpiai játékokon, az 1996-os és a 2000-es Ázsia-kupán, illetve a 2001-es konföderációs kupán.

### Edzőként
2011 és 2012 között az Ajou University edzője volt. 2012 és 2014 között a Csonnam Dragons csapatát irányította.

## Sikerei, díjai
Daewoo Royals
- Dél-koreai bajnok (2): 1991, 1997

Dél-Korea
- Ázsia-kupa bronzérmes (1): 2000